# 정영태 (1958년)
정영태(丁榮泰, 1958년 10월 5일 ~ )는 대한민국의 제2대 전라남도 순천시의원이었다.

## 학력
- 포두국민학교 45회 졸업
- 순천삼산중학교 3회 졸업
- 순천고등학교 26회 졸업
- 고려대학교 행정학과 졸업
- 순천대학교 인문사회대학 졸업
- 전남대학교 일반대학원 정치학과 졸업

## 경력
- 육군 하사 만기 전역
- 순천대학교 총학생회 회장
- (사)푸른모임 노인센터장
- 연항초등학교 운영위원장
- 현대1차아파트 자치회장
- 금호아파트 자치회장
- ㈜푸른도시사람들 사업추진총괄본부장
- 1995.07 ~ 1998.06 제2대 전라남도 순천시의회 의원
- 1995.07 ~ 1996.12 제2대 전라남도 순천시의회 전반기 산업건설위원회 위원
- 1995.07 ~ 1996.12 제2대 전라남도 순천시의회 전반기 예산결산특별위원회 위원
- 1995.09 ~ 1995.09 제2대 전라남도 순천시의회 전자유기장업(청소년용)허가조사특별위원회 간사
- 1996.11 ~ 1997.04 제2대 전라남도 순천시의회 시내버스운행체계개선을위한조사특별위원회 간사
- 1997.01 ~ 1998.06 제2대 전라남도 순천시의회 후반기 내무위원회 위원
- 1997.01 ~ 1998.06 제2대 전라남도 순천시의회 후반기 의회운영위원회 위원
- 1997.05 ~ 1997.08 제2대 전라남도 순천시의회 건설현장조사특별위원회 위원

## 수상
- 전국남녀웅변대회 최우수상
- 연향초등학교 학교발전 공로감사패 수상
- 부영초등학교 학교발전 공로감사패 수상
- 교육발전공로 도교육감 감사패 수상

## 역대 선거 결과
|  | 26.62% |

|  | 22.38% |

|  | 35.77% |

|  | 14.44% |

|  | 10.68% |